# Mesopotàmia (província romana)
La província romana de Mesopotàmia va ser una província creada pels romans entre els rius Eufrates i Tigris, que va tenir dos extensions molt diferents en els dos períodes en què va existir: 

## La conquesta de Trajà
La primera província es va formar l'any 115 quan Trajà va entrar a Singara i Nísibis i va ocupar Mesopotàmia fins al golf Pèrsic, així com Armènia i Assíria. Aquesta província abraçava tota la terra entre els dos rius, incloent Mesopotàmia occidental (Osroene) i va ser efímera perquè Hadrià la va evacuar l'any 117 o 118 al començament del seu govern.

## La província amb Septimi Sever

### Campanya de Luci Aureli Ver
L'any 166, en temps de Marc Aureli, es va reconquerir la part nord de Mesopotàmia. Luci Aureli Ver va entrar al país en una campanya victoriosa, però no va restablir la província, sinó que va deixar el territori en mans de governants locals fidels a Roma. Va propiciar la fundació de les colònies de Carres (al riu Caboras) i Singara, i va deixar una guarnició a Nísibis.

### Any dels cinc emperadors
El control del territori es va veure amenaçat durant la guerra civil que hi va haver al regnat de Septimi Sever contra l'usurpador Pescenni Níger, perquè van esclatar diverses rebel·lions a la zona i Nísibis es va veure amenaçada. Septimi Sever va ocupar ràpidament el territori i va reorganitzar la província a imitació de Trajà, anomenant-la ara Osroene i restablint la capital a Nísibis. Des d'allà va atacar l'Imperi Part, i va arribar fins a la capital d'aquell regne, Ctesifont, que va saquejar. La província, ara, ocupava una extensió menor que en temps de Trajà, i era un territori delimitat per la província d'Osroene, al sud, l'Eufrates i el Tigris al nord i el riu Caboras (Khabur) a l'est.

### Zona de conflicte
Fins a la seva desaparició, la nova província va ser sempre un punt de discussió entre els romans i els seus veïns orientals, i va prendre una part molt activa en les guerres romano-perses. Durant els disturbis que van seguir l'Any dels sis emperadors, entre els anys 239 i 243, Artaxerxes I (que va regnar del 224 al 241), el fundador del nou Imperi Sassànida, va atacar i envair la zona, però va ser recuperada. per Misiteu abans de la seva mort el 243. A la dècada del 250, el rei persa Sapor I (240-270) va atacar Mesopotàmia i es va enfrontar a l'emperador romà Valerià (253-260), a qui va capturar a Edessa l'any 260 a l'anomenada batalla d'Edessa. L'any següent, Sapor I va ser derrotat totalment per Odenat de Palmira i expulsat de Mesopotàmia.

### Reorganització de Dioclecià
Amb les reformes de Dioclecià (284-305) i més tard les de Constantí I el Gran (306-337), va passar a formar part de la Diòcesi d'Orient, que al seu torn estava subordinada a la prefectura pretoriana d'Orient.
Nísibis i Singara, juntament amb el territori d'Adiabene conquerit per Dioclecià, es van perdre després de la desfeta de l'expedició persa de Julià l'any 363, i es va traslladar la capital a Amida, i la seu del comandant militar, el dux Mesopotamiae, era a Constantina. Altres ciutats importants del territori eren Martiriòpolis i Kephas.

### Mesopotàmia al final de l'Imperi Romà i a l'inici de l'Imperi Romà d'Orient
Les forces romanes es van enfrontar a les perses durant el regnat d'Anastasi I Dicor (491-518) sobretot entre els anys 502 i 506. Anastasi I va fer reconstruir la fortalesa de Dara com a defensa avançada de Nísibis i com a nova base del dux Mesopotamiae.
Durant les reformes de Justinià I (527-565), la província es va dividir: els districtes del nord amb Martiriòpolis van passar a la nova província d'Armènia IV, mentre que la resta es va dividir en dos districtes civils i eclesiàstics, un (la regió situada al sud del Tigris) amb capital a Amida i l'altra (la regió de Tur Abdin) amb capital a Dara. La província va patir molt durant les guerres gairebé constants amb Pèrsia que van tenir lloc al segle vi. L'any 573, els perses van ocupar Dara, tot i que els romans orientals la van recuperar quan es va signar la pau del 591. La van tornar a perdre davant els perses a la gran guerra del 602-628, i la van recuperar després només per perdre definitivament tota la regió davant els perses. A partir de l'any 633 i fins al 640 tota la regió va ser conquerida pels musulmans.